# Фонте Ђардино (Кјети)
Фонте Ђардино (итал. Fonte Giardino) је насеље у Италији у округу Кјети, региону Абруцо.
Према процени из 2011. у насељу је живело 221 становника. Насеље се налази на надморској висини од 378 м.